# CAMEL
CAMEL (anglicky Customised Applications for Mobile networks Enhanced Logic) v telekomunikacích je sada standardů umožňujících poskytovat služby jdoucí nad rámec standardních GSM a UMTS služeb. Příkladem je umožnění volání ze zahraničí účastníkům s předplacenými kartami. CAMEL architektura je založena na standardech inteligentní sítě (IN) a používá protokol CAP; původní standard je ETSI TS 123 078.
Pomocí CAMEL lze vytvářet různé služby; obzvlášť efektivní je pro poskytování služeb pro roamující účastníky. Příkladem je bezprefixová volba čísel (uživatel vytáčí stejné číslo bez ohledu na zemi, ve které se nachází) a bezešvý přístup k MMS zprávám ze zahraničí.

## CAMEL entity
- gsmSCF: GSM Service Control Function (řídicí funkce pro GSM služby)
- gsmSSF: GSM Service Switching Function (spínací funkce pro GSM služby)
- gsmSRF: GSM Specialized Resource Function (specializovaná funkce GSM prostředků)
- gprsSSF: GPRS Service Switching Function (spínací funkce pro GPRS služby)

## Fáze
Technologie CAMEL byla specifikována v několika fázích. V roce 2007 měl CAMEL 4 fáze, z nichž každá vycházela z předchozí. Fáze 1 a 2 byly definovány před specifikací 3G sítí jako podpora služeb inteligentní sítě (IN) v síti GSM, ale jsou použitelné i pro sítě 2.5G a 3G. Fáze 3 byla definována v rámci 3GPP Release 99 a 4, a proto je již definována jako společná specifikace pro GSM a UMTS; fáze 4 byla definována v rámci 3GPP Release 5.
V souladu s jinými GSM specifikacemi jsou pozdější fáze plně zpětně kompatibilní s předchozími fázemi, čehož je dosaženo použitím aplikačních kontextů (AC) v TCAP, kde je pro každou fázi CAMEL definován zvláštní aplikační kontext.

### Fáze 1
CAMEL fáze 1 sice definovala jen nejzákladnější služby pro řízení hovorů, ale zavedla také základní model hovoru (nebo základní model (stavů) volání, anglicky Basic call state model, BCSM) pro zprácování událostí v inteligentní síti (IN). Fáze 1 přináší schopnost gsmSCF blokovat hovory (ukončit hovor před jeho spojením), dovoluje pokračovat ve volání beze změn, nebo upravit omezený počet parametrů volání, než je mu dovoleno pokračovat. Entita gsmSCF zajišťovat provedení zadané akce, pokud dojde k určité události (vytvoření spojení a odpojení).
Fáze 1 byla definována v roce 1997 jako součást Release 96. V mobilních sítích je nasazována od roku 2001.

### Fáze 2
CAMEL fáze 2 vylepšuje možnosti definované ve Fázi 1. Nově obsahuje následující vlastnosti:
- Další body detekce událostí
- Interakce mezi uživatelem a službou pomocí oznámení, hlasových zpráv a zadávání informací pomocí tónové volby a protokolu USSD
- Kontrola doby hovoru a přenos informace o ceně (anglicky Advice of Charge) na mobilní telefon
- Schopnost informovat gsmSCF o vyvolání doplňkových služeb jako je přesměrování hovoru (anglicky Explicit Call Transfer, ECT), odklonění volání (anglicky Call Deflection, CD) a konferenční hovor (anglicky Multi-Party Calls, MPTY)
- Možnost integrovat účtovací informace z obslužného uzlu do standardní účtovacích záznamů pro jejich snazší post-processing.[1]

Fáze 2 byla definována v roce 1998 v rámci 3GPP Release 97 a 98, ale zmínka o ní je již v Release 96.

### Fáze 3
Třetí fáze CAMEL rozšiřuje možnosti fáze 2. Byly přidány následující funkce:
- Podpora funkcí pro zabránnění přetížení
- Podpora služeb volených čísly (anglicky Dialed Services)
- Schopnosti zvládnout mobility události, jako dosažitelnost, nedosažitelnost a roaming;
- Řízení GPRS relací a PDP kontextů
- Ovládání mobilního telefonu na SMS jak prostřednictvím přepojováním okruhů a paketové sítě sloužící subjektů
- Propojení se SoLSA (Podpora lokalizované oblasti služeb, Support of Localised Service Area). Podpora tohoto propojení je nepovinná
- GsmSCF může být informováno o vyvolání doplňkové služby Dokončení volání obsazenému účastníkovi (Call Completion to Busy Subscriber, CCBS)[2]

Fáze 3 byla vydána v roce 1999 v rámci 3GPP Release 99 a 4.

### Fáze 4
Čtvrtá fáze CAMEL je založena na schopnostech 3. fáze. Definuje následující funkce:
- Podpora CAMEL pro optimální směrování volání z mobilního telefonu na mobilní telefon v síti s přepojováním okruhů
- Schopnost gsmSCF přidávat další účastníky do probíhajícího hovoru (konferenční hovor)
- Schopnost gsmSCF vytvořit nové spojení, který nesouvisí s existujícím hovorem (konferenční hovor)
- Možnosti pro pokročilou manipulaci spojování hovorů (konferenční hovor)
- Řízení doručování SMS na mobilní telefon síťovými entitami s přepojováním okruhů i s přepojováním paketů
- Schopnost gsmSCF pro řízení relací v IMS (IP Multimedia Subsystem)[2]
- GsmSCF může požádat gsmSSF, aby přehrála pevnou nebo proměnlivou posloupnost tónů

CAMEL fáze 4 umožňuje, aby kromě kompletní podpory CAMEL fáze 3 byla podporována pouze omezená sada nových funkcí.
Fáze 4 byla vydána v roce 2002 jako součást 3GPP Release 5.